# 趙植 (唐)
趙 植（ちょう しょく、生没年不詳）は、唐代の軍人。本貫は京兆府奉天県。

## 経歴
建中4年（783年）、朱泚の乱が起こり、徳宗が奉天に避難すると、近衛が集まらず、数日のあいだ反乱軍が城を攻め立てた。趙植は家人や奴客を率いて防戦し、家財を献上して軍の褒賞にあてたので、徳宗に称賛された。興元元年（784年）、朱泚の乱が平定されると、趙植は咸寧郡王渾瑊に召し出されて推官となり、殿中侍御史に累進した。貞元元年（785年）、鄭州刺史に出向した。鄭滑節度使の李融の下で節度副使を兼ねた。貞元10年（794年）、李融が病に臥すと、趙植は滑州の軍政を委ねられた。大将の宋朝晏が三軍を率いて反乱を起こし、夜間に火を放つと、趙植は監軍とともに兵をならべてこれを待ち構えた。明け方に反乱兵は自壊し、その日のうちにみな斬り殺された。趙植は入朝して衛尉寺少卿となり、三度異動して工部侍郎となった。貞元17年（801年）、広州刺史・兼御史大夫・嶺南東道節度観察等使をつとめた。のちに広州で死去した。
子に趙存約（趙隠の父）・趙滂があった。

## 伝記資料
- 『旧唐書』巻178 列伝第128
- 『新唐書』巻182 列伝第107